# Horace de Viel-Castel

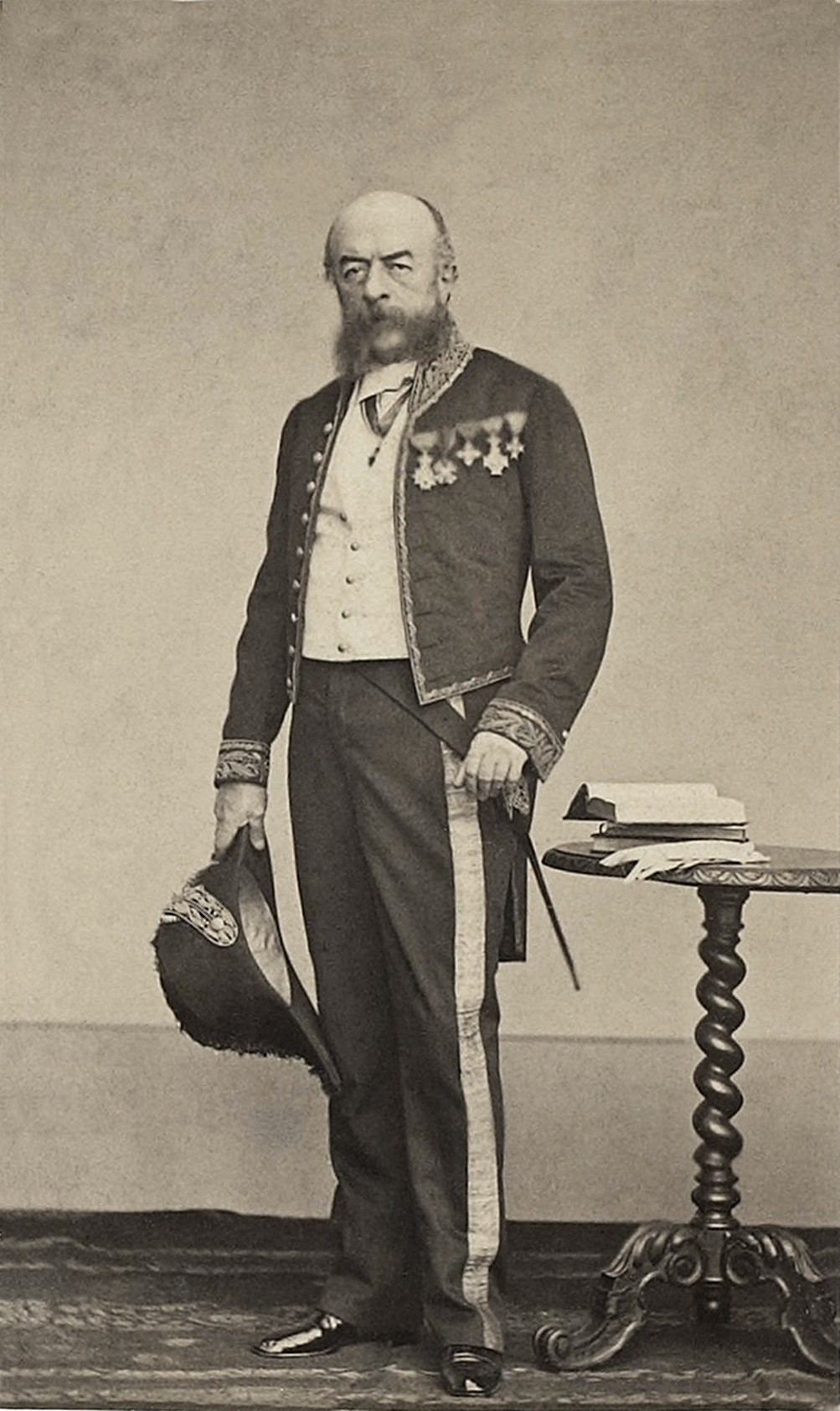
Horace de Viel-Castel.

Marc-Roch-Horace de Salviac de Viel-Castel, född den 16 augusti 1802 i Paris, död där den 1 oktober 1864, var en fransk greve och skriftställare. Han var bror till Louis de Viel-Castel.
Viel-Castel var konservator vid Louvremuseet 1853–1862. Bland hans skrifter märks Costumes, armes et meubles des français depuis les époques les plus reculées (3 band, 1828–1833), Marie-Antoinette et la revolution française (1859) och det mot Andra kejsardömet hätska, otillförlitliga memoarverket Mémoires sur le règne de Navoléon III 1851–1864 (6 band, 1883–1884). 